# Сардинія
Сарди́нія або Сарді́нія (сард. Sardìgna, Sardìnnia, корс. Sardegna, Sardigna, італ. Sardegna, фр. Sardaigne, кат. Sardenya, сасс. Sardaigne) — острів у Середземному морі, розташований на захід від Апеннінського півострова між Сицилією та Корсикою, є другим за величиною островом Середземного моря. Входить до складу Італії як автономний регіон (автономна область) Сардинія (італ. Regione Autonoma della Sardegna, сард. Regione Autònoma de sa Sardigna). Область Сардинія поділяється на 8 провінцій: Кальярі (CA), Карбонія-Іґлезіас (CI), Медіо-Кампідано (VS), Нуоро (NU), Ольястра (OG), Ольбія-Темпіо (OT), Орістано (OR) та Сассарі (SS). Площа 24090 км², населення 1 673 195 осіб (2012). Столиця — Кальярі.

## Географія
Сардинія відокремлена від Корсики протокою Боніфачо, західні береги переважно низинні, східні — круті. Рельєф гористий (максимальна висота 1834 м — гора Пунта Ла-Мармора, масив Дженнардженту у центральній частині острова), на південному заході — масив Іглезіенте, відокремлений від Дженнардженту низовиною Кампідано. Гори центральної Сардинії складаються переважно з гранітів та кристалічних сланців, на заході та на північному заході — лавові й туфові плато.
Клімат сухий субтропічний (середземноморський), середня температура січня 7-10 °C, липня 24-26 °C. Основна частина опадів припадає на зиму, від 600 мм на рівнинах до 1000 мм у горах.
Найбільші річки: Тирсо (159 км), Когінас (123 км), Флумендос (122 км), Чедріно.
Найвищі гори: Дженнардженту (1834 м), Дженц'яна (1505 м), Лімбара (1359 м).
Національний парк затоки Оросей і Дженнардженту. Національний парк Архіпелагу Маддалена. Національний парк Асінара. Регіональні природні парки: Молентарджус — Саліне, Порто Конте.

## Адміністративний поділ
До складу регіону Сардинія входять такі провінції:
| № | Провінція         | Кількість муніципалітетів | Площа, км² | Населення, люд. (2011) | Щільність, люд./км² |
| - | ----------------- | ------------------------- | ---------- | ---------------------- | ------------------- |
| 1 | Кальярі           | 71                        | 4596       | 564 314                | 122,78              |
| 2 | Карбонія-Іглезіас | 23                        | 1495       | 129 297                | 86,47               |
| 3 | Медіо-Кампідано   | 28                        | 1516       | 101 716                | 67,09               |
| 4 | Нуоро             | 53                        | 3934       | 159 659                | 40,58               |
| 5 | Ольястра          | 23                        | 1854       | 57 928                 | 31,24               |
| 6 | Ольбія-Темпіо     | 26                        | 3397       | 159 393                | 46,92               |
| 7 | Орістано          | 88                        | 3040       | 165 069                | 54,30               |
| 8 | Сассарі           | 66                        | 4281       | 336 605                | 78,63               |
|   | Всього            | 377                       | 24 090     | 1 673 981              | 69,48               |

## Історія
Археологічна історія Сардинії починається в епоху неоліту. Найвідоміші пам'ятки неоліту та енеоліту на Сардинії — величезні «гробниці велетнів», гробниці типу «Домус-де-Джанас» та загадковий Сардинський зикурат, що нагадує за формою зикурати Месопотамії. Сардинські культури підтримували зв'язок з мінойським Критом та іншими культурами Середземномор'я. Під впливом Сардинії в доісторичний період перебувала Корсика, археологічна періодизація та пам'ятники якої дуже схожі з сардинськими.
Найбільшу популярність стародавньої Сардинії приніс нурагічний період — енеолітична культура завойовників зі Східного Средиземномор'я, яка залишила після себе нураги — вежі у формі зрізаного конуса висотою 10-20 м, побудовані сухою кладкою з великих грубо оброблених каменів. Нураги датуються періодом XV—VII століттях до н. е. Крім нурагів, для цієї культури були типовими круглі в плані житла діаметром до 5-6 м, виконані в тій же будівельній техніці, що й нураги. Ці житла згруповані навколо нурагів в поселення (нурагічні села). Одним з найкраще збережених нурагічних комплексів є Су-Нураксі поблизу Баруміні, занесений до списку світової спадщини ЮНЕСКО. До цієї ж культури, очевидно, належать і інші пам'ятки давньої архітектури — «гробниці велетнів».
Для нурагійської культури також характерні бронзові статуетки вотивного призначення (італ. bronzetti) — антропоморфні та зооморфні, а також статуетки у формі човнів (італ. navicelli). Питання про походження сардів — мешканців острова нурагійського періоду — неясне, деякі єгиптологи (В. Б. де Руже, Ж. Ф. Шаба та ін.) асоціюють сардів з одним із «народів моря» — шардана, які здійснили спробу вторгнення до Єгипту під час правління Мернептаха Рамзеса III (XIII—XII ст. до н. е.), проте це думка заперечується іншими науковцями. На думку дослідника Давнього Риму та етрусків О. В. Немировського, носії нурагічної культури були пов'язані з етрусками.
У VII столітті до н. е. почалася фінікійська колонізація Сардинії. На острові було побудовано міста Нора, Сульх, Бітія, Таррос. 535 року до н. е. острів потрапив у підпорядкування Карфагену. 238 року до н. е . Рим, скориставшись антикарфагенським повстанням найманців, лівійців та рабів, захопив Сардинію.
У V столітті Сардинію захопили вандали, проте у VI столітті Велізарій у ході карфагенської кампанії проти вандалів повернув Сардинію до складу Візантії. Вождь «варварів» Госпітон дозволив християнізувати центральну частину Сардинії — Барбаджу, яка до того була непідконтрольна ні Риму, ні вандалам.
Після того, як маври заволоділи Африканським екзархатом, островом продовжували правити судді, або юдикі. Після вигнання арабів у X столітті настала епоха феодальної роздробленості. Основною формою політичного устрою служив юдикат. Найбільшим з юдикатів був Арборейський.
З 1326 року Сардинія опинилася під владою Арагонської Корони, а пізніше належала Іспанії.
1708 року, в ході Війни за іспанську спадщину, острів захопила Австрія, що було закріплено в Раштаттському мирному договорі 1714 року.
1720 року за Лондонським договором Сардинію було передано Савойській династії, в результаті чого П'ємонт, Савойя та Сардинія були об'єднані в Сардинське королівство, яке увійшло до складу Італії після її об'єднання.

## Економіка
ВВП Сардинії становить 2,2 % від ВВП Італії. Це приблизно 33 823 млн євро. ВВП на душу населення — 20 444 євро.
|                           | 2000     | 2001     | 2002     | 2003     | 2004     | 2005     | 2006     | 2007     |
| ------------------------- | -------- | -------- | -------- | -------- | -------- | -------- | -------- | -------- |
| ВВП (млн €)               | 25 958.1 | 27 547.6 | 28 151.6 | 29 487.3 | 30 595.5 | 31 421.3 | 32 579.0 | 33 823.2 |
| ВВП на душу населення (€) | 15 861.0 | 16 871.4 | 17 226.5 | 17 975.7 | 18 581.0 | 19 009.8 | 19 654.3 | 20 444.1 |

### Сектори економіки
| Економічна діяльність                                                 | ВВП (млн €) | % сектор |
| --------------------------------------------------------------------- | ----------- | -------- |
| Сільське господарство, рибальство                                     | 908         | 3 %      |
| Промисловість                                                         | 2 828       | 9.4 %    |
| Будівництво                                                           | 1 722       | 5.7 %    |
| Торгівля, готельний та ресторанний бізнес, транспорт, телекомунікації | 7 597       | 25.4 %   |
| Фінансова діяльність та ринок нерухомості                             | 8 011       | 26.7 %   |
| Інша економічна діяльність та послуги                                 | 8 896       | 29.7 %   |
| Загальна додана вартість                                              | 29 962      | 100 %    |
| ВВП Сардинії                                                          | 33 638      |          |

## Транспорт
На острові є три міжнародні аеропорти, які сполучають Сардинію з більшістю великих міст Італії та мають багато рейсів у міста Європи (Велика Британія, Іспанія, скандинавські країни, Німеччина). Окрім того тут розташовано два регіональних летовища.
Сардинія має інтенсивне поромне сполучення з материковою Італією. На острові діють 40 туристичних гаваней.
Сардинія — єдиний регіон Італії без швидкісних автострад, проте мережа автомобільних доріг тут доволі щільна.
На Сардинії є залізниці. У двох містах, Сассарі та Кальярі, є трамвай (який, щоправда, називають легким метро).

## Демографія

### Найбільші міста

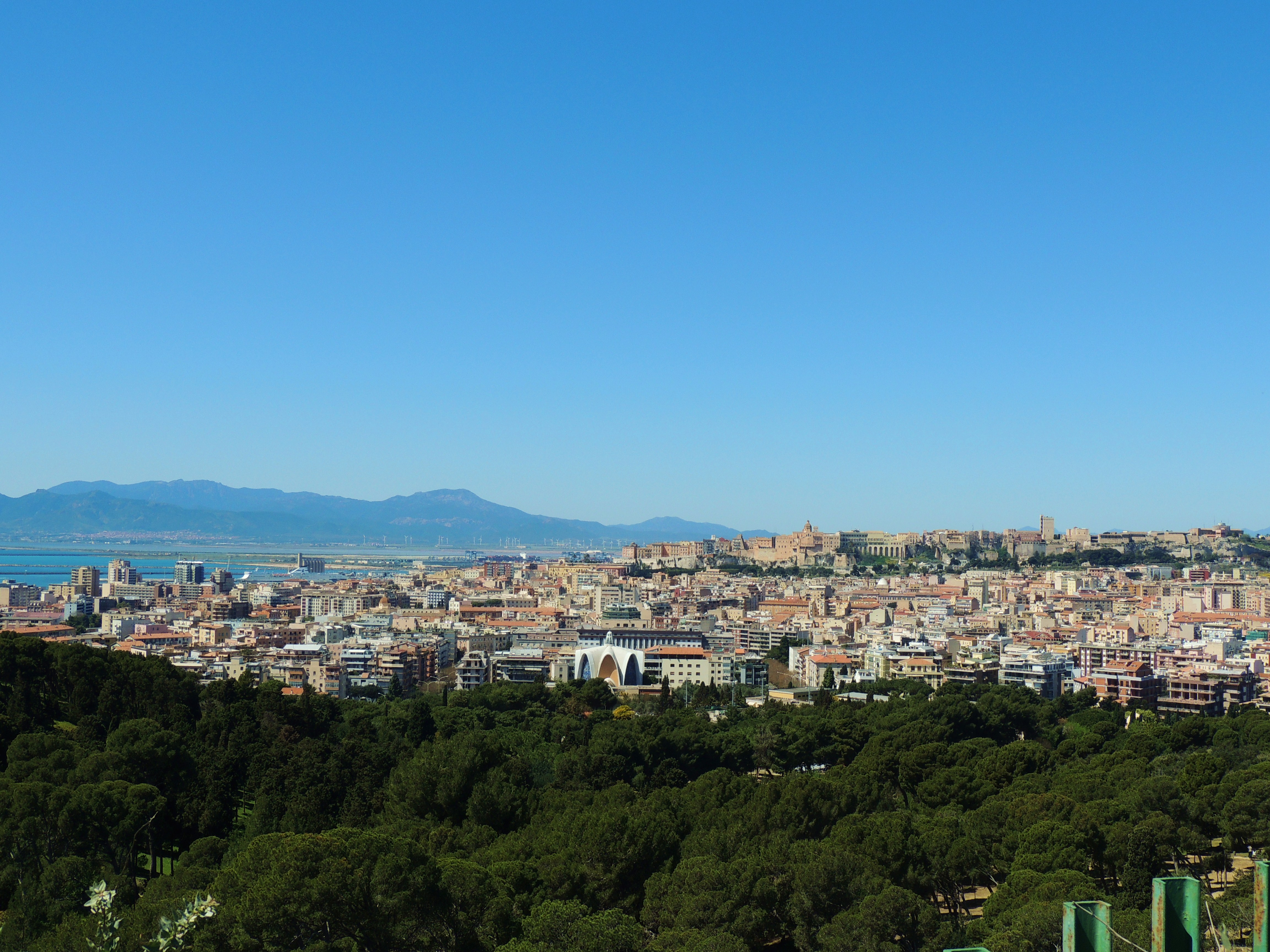
Кальярі

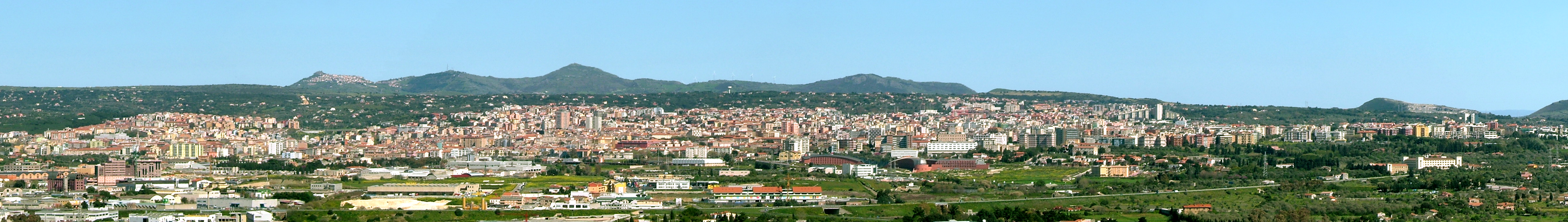
Сассарі

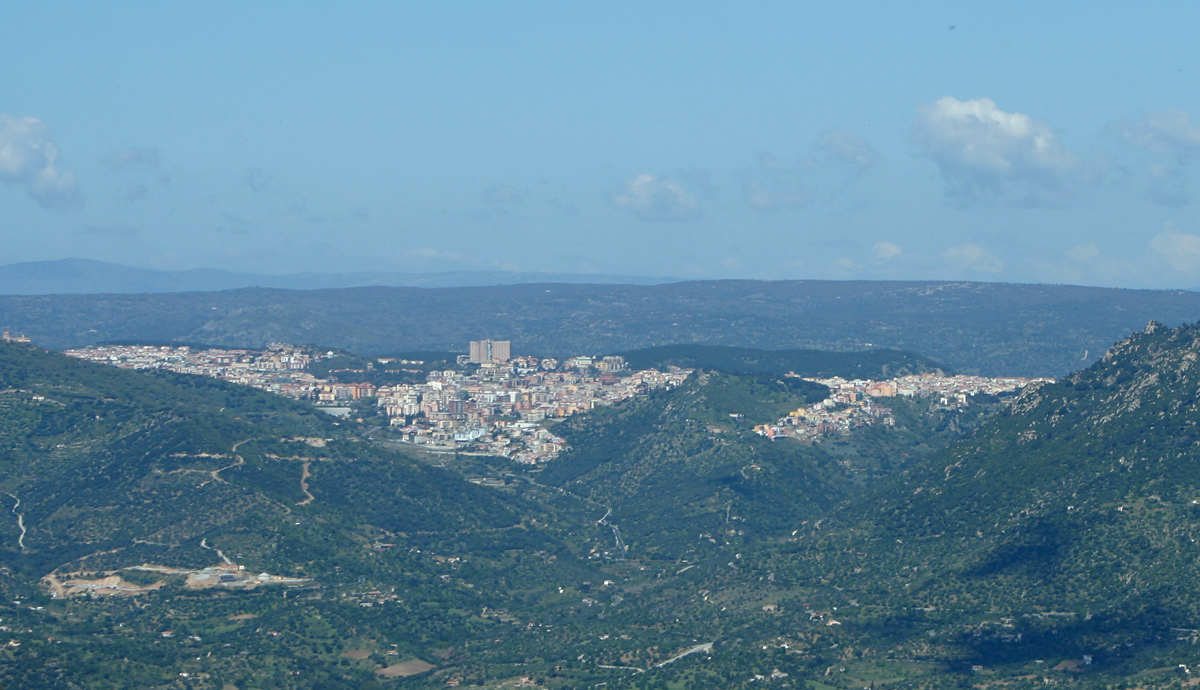
Нуоро

Найбільшими містами Сардинії є Кальярі та Сассарі. У Кальярі з передмістями мешкає близько 460 000 осіб, що становить 28 % усього населення острова.
| Місце | Муніципалітет     | Провінція                   | Населення | Щільність (осіб/км²) |
| ----- | ----------------- | --------------------------- | --------- | -------------------- |
| 1     | Кальярі           | Провінція Кальярі           | 154 383   | 1 805                |
| 2     | Сассарі           | Провінція Сассарі           | 127 646   | 230                  |
| 3     | Куарту-Сант'Елена | Провінція Кальярі           | 70 637    | 719                  |
| 4     | Ольбія            | Провінція Ольбія-Темпіо     | 58 279    | 146                  |
| 5     | Альгеро           | Провінція Сассарі           | 43 441    | 181                  |
| 6     | Нуоро             | Провінція Нуоро             | 36 935    | 189                  |
| 7     | Орістано          | Провінція Орістано          | 31 599    | 380                  |
| 8     | Карбонія          | Провінція Карбонія-Іґлезіас | 29 105    | 197                  |
| 9     | Селарджус         | Провінція Кальярі           | 28 934    | 1092                 |
| 10    | Іглезіас          | Провінція Карбонія-Іґлезіас | 27 371    | 133                  |
| 11    | Ассеміні          | Провінція Кальярі           | 26 913    | 238                  |
| 12    | Капотерра         | Провінція Кальярі           | 23 812    | 349                  |
| 13    | Порто Торрес      | Провінція Сассарі           | 22 380    | 218                  |
| 14    | Сесту             | Провінція Кальярі           | 20 454    | 423                  |
| 15    | Монсеррато        | Провінція Кальярі           | 20 353    | 3 180                |

### Меншини на острові
На 2010 рік на Сардинії проживало 37 853 іноземців, що становить 2,3 % загального населення Сардинії. Найбільші національні групи :
- Румунія 9 899
- Марокко 4 420
- КНР 2 872
- Сенегал 2 787
- Україна 1 952
- Німеччина 1 479
- Філіппіни 1 368
- Польща 1 174
- Франція 756
- Пакистан 695

## Освіта

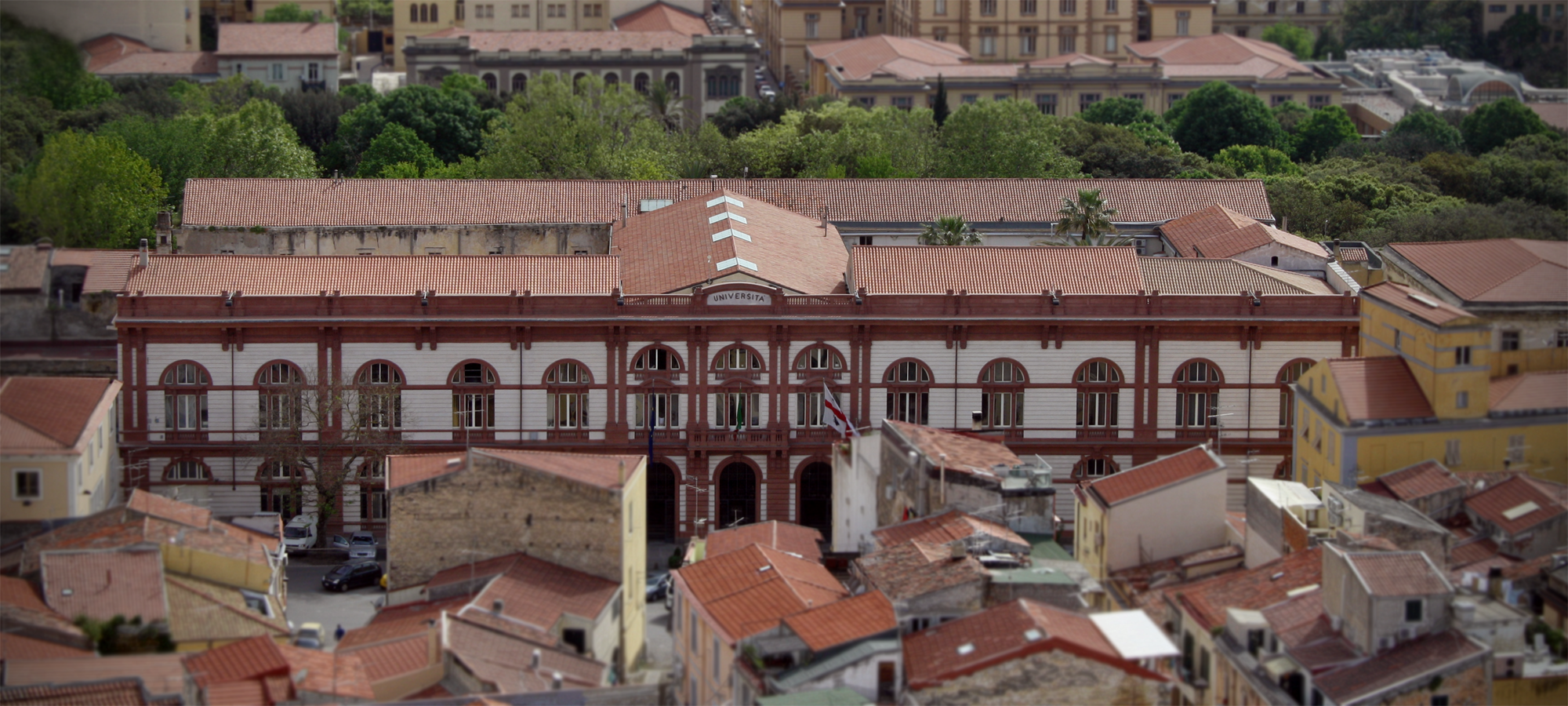
Головний корпус Сассарського університету, заснованого 1562 року

За даними ISTAT на 2001 рік на Сардинії серед населення молодше 64 років було 99,5 % грамотних, загальний відсоток грамотності (включаючи осіб старше 65 років) становив 98,2 %.
На Сардинії діє два державних університети — Сассарський університет (засн. 1562 року) та Кальярський університет (засн. 1606 року). У 2007/2008 навчальному році в них навчалося 48 979 студентів.

## Культура

### Мови

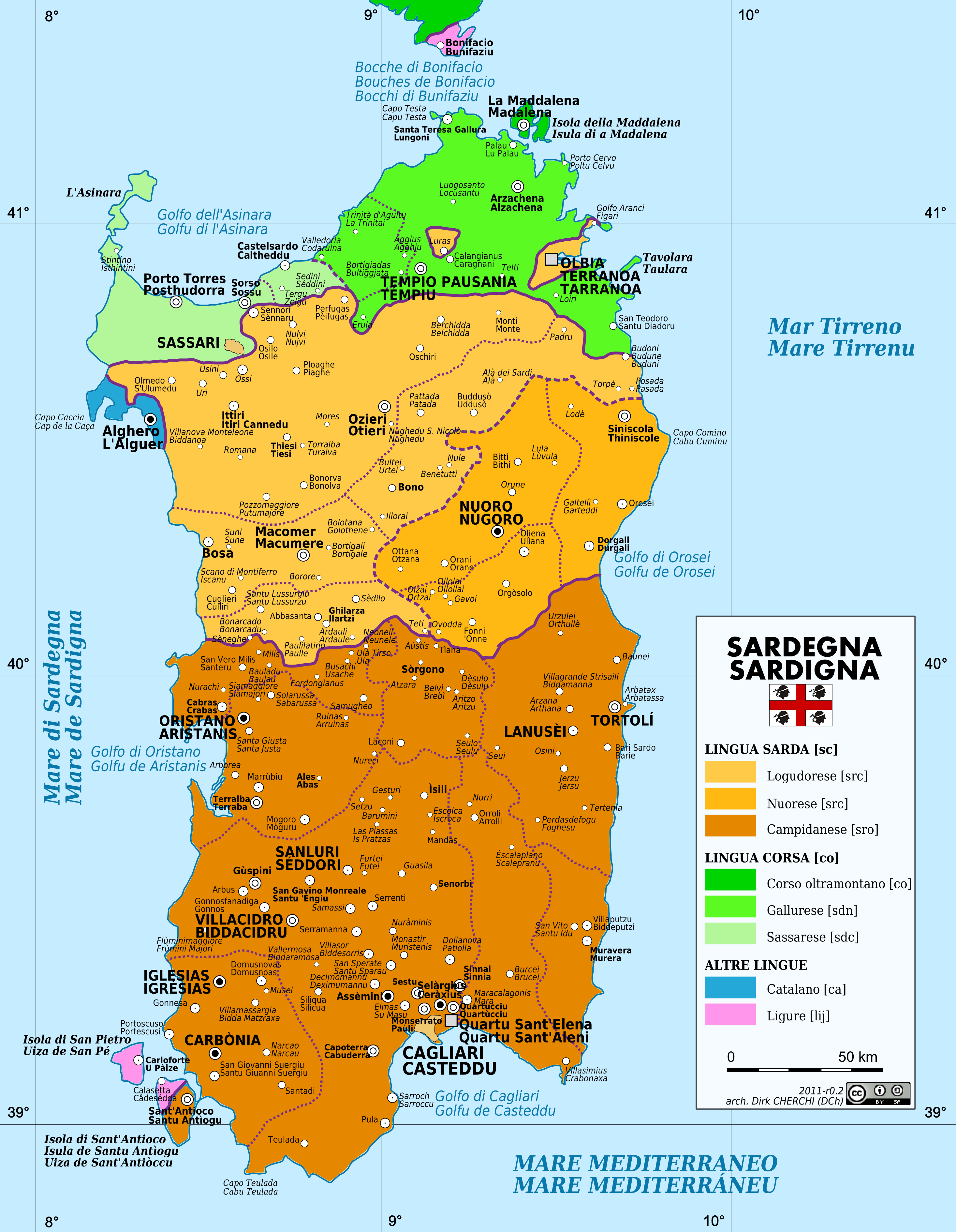
Мовна мапа Сардинії

Окрім італійської, на Сардинії розмовляють сардською (Sardu), сассарською, галлурською, а також діалектами каталанської та лігурійської мов.
Сардська мова з 1997 року має статус регіональної мови Європейського союзу. З 2006 року місцева влада запровадила стандартизовану писемну форму сардської мови Limba Sarda Comuna, яка відтоді має використовуватися в офіційних актах. Сардська, як мова літератури, набуває дедалі більшого значення, незважаючи на суперечки щодо стандартної орфографії та пов'язаних з нею спірних питань. Два найпоширеніших варіанти сардської мови — кампіданський діалект (Sardu Campidanesu), яким послуговуються в південній частині острова, та логудорський діалект (Sardu Logudoresu) північних та центральних районів Сардинії, включно до передмість Сассарі.
Сассарська (Sassaresu) та галлурська (Gadduresu) мови належать до ареалу корсиканської мови й вживаються на півночі острова.
На Сардинії є також так звані мовні острови, тобто мовні ексклави, оточені іншою мовою. Прикладом таких островів є альгерський діалект каталонської мови (Alguerés). На островах Сан-П'єтро та Сант'Антьоко, розташованих на крайньому півдні Сардинії, місцеве населення розмовляє варіантом лігурійської мови, що зветься табаркіно (Tabarchin). Дедалі менше залишається мовців, що вживають венеційську та фріульську мови, в селах, у які в 1920-1930-і роки прибули переселенці з інших регіонів Італії. Загалом місцеві мови зазнають асиміляції починаючи з 1760 року, а ареал їхнього вживання постійно скорочується на користь італійської мови.

### Пам'ятки історії й культури
Однією з найважливіших пам'яток острова є археологічна пам'ятка Су-Нураксі в Баруміні, яка з 1997 року занесена до списку об'єктів світової спадщини ЮНЕСКО.
Деякі інші визначні місця:
- Гробниці велетнів (виявлено понад 300 пам'яток цього типу),
- Домус-де-Джанас (доісторичні поховання біля Карбонії),
- Некрополь Тувікседду (3-6 ст. до н. е.) в Кальярі,
- Римський амфітеатр в Кальярі (2 ст.),
- Базиліка Сан-Сатурно в Кальярі (5 ст.)
- Сардинський зикурат Монте д'Аккодді біля м. Сассарі,
- Собор Альгеро,
- Базиліка Сан-Джованно (Порто-Торрес),
- Вежа Христофора (Орістано)
- Гроти Кала Ґононе (Доргалі),
- Грот Нептуна біля Альгеро.

### Свята
Одне з найдавніших свят на Сардинії — свято Святого Ефізія (Sant'Efisio), покровителя головного міста острова, Кальярі. Вже протягом 350 років з 1 по 4 травня головні вулиці міста оживають та наповнюються жителями з усіх областей острова, які дефілюють у традиційних костюмах. Мета ходи — донести статую Святого з Кальярі до міста Нора, де збираються люди, щоб вшанувати його пам'ять, а через декілька днів відбувається похід у зворотньому напрямку.

### Кухня
М'ясо, молочні продукти та овочі є основними елементами традиційної кухні на Сардинії. Окрім того вживаються продукти моря, такі як справжні лангусти («aligusta»), креветки, ботарга («butàriga»), кальмари, тунець тощо. На Сардинії для великих застіль смажать на рожні молочне порося («porcheddu») або м'ясо вепра («sirbone»). Поширеною стравою є рагу з квасолі та овочів та з хлібом.
Як пряннощі часто вживається м'ята і мирт. На Сардинії часто печуть домашній сухий хліб, який зберігається довше, ніж з високим вмістом вологи. Також печуть булочки чівраксіу (civraxiu), дуже декоративний хліб коккої пінтау (coccoi pintau) та різновид галет — пістокку (pistoccu). Тісто для пістокку робиться лише з борошна й води, такий хліб спочатку призначався для пастухів, а зараз часто робиться з додаванням помідорів, базиліку, орегано, часник або гострого сиру. Типовою солодкою стравою з тіста є біскотті сарді (солодке печиво з цедрою лимону).
До традиційних сирів Сардинії належать «пекоріно сардо», «пекоріно романо», касідзолу (casizolu), рикота та касу марцу (містять живі личинки комах). Певний час сир касу марцу був офіційно заборонений до продажу з санітарно-гігієнічних міркувань.
Сардинія має найвищий рівень споживання пива на душу населення в Італії — 60 літрів на людину в рік, що майже вдвічі перевищує середній показник в країні. Рекордною тут є провінція Нуоро, де в середньому споживається до 100 літрів пива на душу населення. Археологи знайшли на Сардинії давні дзбани зі слідами хмелю, що свідчить про виробництво пива на острові ще з мідної доби.

#### Вина
Червоні вина
- Turriga,
- Marchese di Villamarina,
- Terre Brune,
- Perdera Costera,
- Cagnulari,
- Cannonau.

Білі вина
- Vermentino di Gallura
- Torbato Brut,
- Funtanaliras,
- Costamolinos,
- Lupus in Fabula
- Trebbiano
- Clairette el'Aragosta

Рожеві вина
- Aliante,
- Serralori,
- Oleandro.

Десертні вина
- Torbato,
- Embarcador (Mugoni Cantina),
- Anghelu Ruiu.